# FIFA-Arabien-Pokal 2021/Gruppe B
| Pl. | Land               | Sp. | S | U | N | Tore    | Diff. | Punkte |
| --- | ------------------ | --- | - | - | - | ------- | ----- | ------ |
| 1.  | Tunesien           | 3   | 2 | 0 | 1 | 006:300 | +3    | 06     |
| 2.  | Ver. Arab. Emirate | 3   | 2 | 0 | 1 | 003:200 | +1    | 06     |
| 3.  | Syrien             | 3   | 1 | 0 | 2 | 004:400 | ±0    | 03     |
| 4.  | Mauretanien        | 3   | 1 | 0 | 2 | 003:700 | −4    | 03     |

Die Gruppe B des FIFA-Arabien-Pokals 2021 war eine der vier Gruppen des Turniers. Die ersten beiden Spiele wurden am 30. November 2021 ausgetragen, der letzte Spieltag fand am 6. Dezember 2021 statt. Die Gruppe bestand aus den Nationalmannschaften aus Tunesien, den Vereinigten Arabischen Emiraten, Syrien und Mauretanien.

## Tunesien – Mauretanien 5:1 (3:1)
| Tunesien                                                                        | Tunesien | Mauretanien | Mauretanien |
| ------------------------------------------------------------------------------- | --- | --- | ----------- |
| Tunesien                                                                        | \| 1. Spieltag \| \| 30. November 2021 um 13:00 Uhr (11:00 MEZ) in ar-Rayyan (Ahmed bin Ali Stadium) \| \| Zuschauer: 2.494 \| \| Schiedsrichter: Alireza Faghani ( Iran) \| \| Spielbericht \| | \| 1. Spieltag \| \| 30. November 2021 um 13:00 Uhr (11:00 MEZ) in ar-Rayyan (Ahmed bin Ali Stadium) \| \| Zuschauer: 2.494 \| \| Schiedsrichter: Alireza Faghani ( Iran) \| \| Spielbericht \| | Mauretanien |
| Tunesien                                                                        | Farouk Ben Mustapha – Hamza Mathlouthi, Yassine Meriah, Bilel Ifa, Mohamed Amine Ben Hamida – Mohamed Ali Ben Romdhane, Ferjani Sassi (70. Ghailene Chaalali) – Fakhreddine Ben Youssef (64. Ali Maâloul), Firas Ben Larbi (70. Youssef Msakni), Hannibal Mejbri (64. Naïm Sliti) – Seifeddine Jaziri (79. Yassine Chikhaoui) Cheftrainer: Mondher Kebaier | Babacar Diop (21. Namori Diaw) – Harouna Abou Demba, Bakary N’Diaye, Abdoul Ba (46. Mouhamed Soueid), Mohamedhen Beibou – Alassane Diop (46. Guessouma Fofana), Mohamed Dellahi Yali – Mamadou Niass (46. Ablaye Sy), Hemeya Tanjy (64. Mohammed Salem), Moulaye Ahmed (88. Idrissa Thiam) – Adama Ba Cheftrainer: Didier Gomes Da Rosa ( Frankreich) | Mauretanien |
| Tunesien                                                                        | 1:0 Jaziri (39.) 2:0 Ben Larbi (41.) 3:0 Jaziri (45.+2') 4:1 Ben Larbi (51.) 5:1 Msakni (90.+1') | 3:1 Ahmed (45.+12', Foulelfmeter) | Mauretanien |
| Tunesien                                                                        | Ben Romdhane (52.), Sassi (54.) | Ad. Ba (30.) | Mauretanien |
| 1. Spieltag                                                                     | | |             |
| 30. November 2021 um 13:00 Uhr (11:00 MEZ) in ar-Rayyan (Ahmed bin Ali Stadium) | | |             |
| Zuschauer: 2.494                                                                | | |             |
| Schiedsrichter: Alireza Faghani ( Iran)                                         | | |             |
| Spielbericht                                                                    | | |             |

## Ver. Arab. Emirate – Syrien 2:1 (2:0)
| Ver. Arab. Emirate                                               | Ver. Arab. Emirate | Syrien | Syrien |
| ---------------------------------------------------------------- | --- | --- | ------ |
| Ver. Arab. Emirate                                               | \| 1. Spieltag \| \| 30. November 2021 um 22:00 Uhr (20:00 MEZ) in Doha (Stadium 974) \| \| Zuschauer: 4.129 \| \| Schiedsrichter: Janny Sikazwe ( Sambia) \| \| Spielbericht \|                                                            | \| 1. Spieltag \| \| 30. November 2021 um 22:00 Uhr (20:00 MEZ) in Doha (Stadium 974) \| \| Zuschauer: 4.129 \| \| Schiedsrichter: Janny Sikazwe ( Sambia) \| \| Spielbericht \| | Syrien |
| Ver. Arab. Emirate                                               | Ali Khasif – Bandar al-Ahbabi, Mohammed al-Attas, Walid Abbas , Mahmoud Khamees – Ali Salmeen, Abdullah Ramadan (76. Khalil Ibrahim) – Tahnoon al-Zaabi, Ali Saleh, Caio Canedo – Ali Mabkhout Cheftrainer: Bert van Marwijk ( Niederlande) | Ibrahim Alma – Amro Jenyat, Muayad al-Khouli, Thaer Krouma, Yosief Mohammad (71. Mohamad Rihanieh), Diaa al-Mohammad (66. Mohammad Sahyouni) – Mohammed Osman, Mohammad Anz (66. Mohammad al-Marmour), Oliver Kass Kawo (81. Ali Beshmani), Ward al-Salama (80. Mohammad al-Hallak) – Mahmoud al-Baher Cheftrainer: Valeriu Tița ( Rumänien) | Syrien |
| Ver. Arab. Emirate                                               | 1:0 Corrêa (24.) 2:0 Saleh (30.) | 2:1 al-Salama (60.) | Syrien |
| Ver. Arab. Emirate                                               | Khamees (85.) | | Syrien |
| Ver. Arab. Emirate                                               | Khamees (90.+6') | | Syrien |
| 1. Spieltag                                                      | | |        |
| 30. November 2021 um 22:00 Uhr (20:00 MEZ) in Doha (Stadium 974) | | |        |
| Zuschauer: 4.129                                                 | | |        |
| Schiedsrichter: Janny Sikazwe ( Sambia)                          | | |        |
| Spielbericht                                                     | | |        |

## Mauretanien – Ver. Arab. Emirate 0:1 (0:0)
| Mauretanien                                                     | Mauretanien | Ver. Arab. Emirate | Ver. Arab. Emirate |
| --------------------------------------------------------------- | --- | --- | ------------------ |
| Mauretanien                                                     | \| 2. Spieltag \| \| 3. Dezember 2021 um 19:00 Uhr (17:00 MEZ) in Doha (Stadium 974) \| \| Zuschauer: 3.316 \| \| Schiedsrichter: Andrés Matonte ( Uruguay) \| \| Spielbericht \| | \| 2. Spieltag \| \| 3. Dezember 2021 um 19:00 Uhr (17:00 MEZ) in Doha (Stadium 974) \| \| Zuschauer: 3.316 \| \| Schiedsrichter: Andrés Matonte ( Uruguay) \| \| Spielbericht \| | Ver. Arab. Emirate |
| Mauretanien                                                     | M’Backé N’Diaye – Harouna Abou Demba (48. Ablaye Sy), Bakary N’Diaye, Mohamed Dellahi Yali – Moustapha Diaw (57. Mamadou Niass), Adama Ba (78. Moulaye Ahmed), Guessouma Fofana, Bodda Mouhsine, Mohamedhen Beibou – Idrissa Thiam, Hemeya Tanjy (78. Oumar M’Bareck) Cheftrainer: Didier Gomes Da Rosa ( Frankreich) | Mohamed al-Shamsi – Bandar al-Ahbabi, Mohammed al-Attas, Walid Abbas , Mohammed al-Menhali (85. Sebastián Tagliabué) – Ali Salmeen, Abdullah Ramadan – Tahnoon al-Zaabi, Ali Saleh (81. Ismail Matar), Caio Canedo (74. Khalil Ibrahim) – Ali Mabkhout Cheftrainer: Bert van Marwijk ( Niederlande) | Ver. Arab. Emirate |
| Mauretanien                                                     | 0:1 Ibrahim (90.+3') | | Ver. Arab. Emirate |
| Mauretanien                                                     | Diaw (45.) | Corrêa (15.), Abbas (85.) | Ver. Arab. Emirate |
| 2. Spieltag                                                     | | |                    |
| 3. Dezember 2021 um 19:00 Uhr (17:00 MEZ) in Doha (Stadium 974) | | |                    |
| Zuschauer: 3.316                                                | | |                    |
| Schiedsrichter: Andrés Matonte ( Uruguay)                       | | |                    |
| Spielbericht                                                    | | |                    |

## Syrien – Tunesien 2:0 (1:0)
| Syrien                                                                  | Syrien | Tunesien | Tunesien |
| ----------------------------------------------------------------------- | --- | --- | -------- |
| Syrien                                                                  | \| 2. Spieltag \| \| 3. Dezember 2021 um 22:00 Uhr (20:00 MEZ) in al-Chaur (al-Bayt Stadium) \| \| Zuschauer: 15.913 \| \| Schiedsrichter: Fernando Hernández ( Mexiko) \| \| Spielbericht \| | \| 2. Spieltag \| \| 3. Dezember 2021 um 22:00 Uhr (20:00 MEZ) in al-Chaur (al-Bayt Stadium) \| \| Zuschauer: 15.913 \| \| Schiedsrichter: Fernando Hernández ( Mexiko) \| \| Spielbericht \| | Tunesien |
| Syrien                                                                  | Khaled Othman – Amro Jenyat, Muayad al-Khouli, Yosief Mohammad, Thaer Krouma, Mohammad Sahyouni – Mohammed Osman (82. Ali Beshmani), Mohammad Anz, Oliver Kass Kawo (68. Kamel Hmeisheh), Ward al-Salama (68. Mohammad al-Hallak) – Mahmoud al-Baher (68. Mohamad Rihanieh) Cheftrainer: Valeriu Tița ( Rumänien) | Farouk Ben Mustapha – Bilel Ifa, Yassine Meriah, Ghailene Chaalali, Mohamed Amine Ben Hamida – Mohamed Ali Ben Romdhane, Ferjani Sassi (86. Mootez Zaddem) – Fakhreddine Ben Youssef (46. Naïm Sliti), Firas Ben Larbi (55. Youssef Msakni), Hannibal Mejbri – Seifeddine Jaziri (70. Saad Bguir) Cheftrainer: Mondher Kebaier | Tunesien |
| Syrien                                                                  | 1:0 Kass Kawo (4.) 2:0 Anz (47.) | | Tunesien |
| Syrien                                                                  | Jenyat (7.), al-Khouli (49.) | Chaalali (75.) | Tunesien |
| Syrien                                                                  | Ben Romdhane (45.+10') | | Tunesien |
| 2. Spieltag                                                             | | |          |
| 3. Dezember 2021 um 22:00 Uhr (20:00 MEZ) in al-Chaur (al-Bayt Stadium) | | |          |
| Zuschauer: 15.913                                                       | | |          |
| Schiedsrichter: Fernando Hernández ( Mexiko)                            | | |          |
| Spielbericht                                                            | | |          |

## Syrien – Mauretanien 1:2 (0:0)
| Syrien                                                                    | Syrien | Mauretanien | Mauretanien |
| ------------------------------------------------------------------------- | --- | --- | ----------- |
| Syrien                                                                    | \| 3. Spieltag \| \| 6. Dezember 2021 um 18:00 Uhr (16:00 MEZ) in al-Wakra (al-Janoub Stadium) \| \| Zuschauer: 8.539 \| \| Schiedsrichter: Wilton Sampaio ( Brasilien) \| \| Spielbericht \| | \| 3. Spieltag \| \| 6. Dezember 2021 um 18:00 Uhr (16:00 MEZ) in al-Wakra (al-Janoub Stadium) \| \| Zuschauer: 8.539 \| \| Schiedsrichter: Wilton Sampaio ( Brasilien) \| \| Spielbericht \| | Mauretanien |
| Syrien                                                                    | Khaled Othman – Muayad al-Khouli, Yosief Mohammad (46. Mahmoud al-Mawas), Thaer Krouma – Amro Jenyat, Mohammad Anz (63. Mohamad Rihanieh), Oliver Kass Kawo (86. Ali Beshmani), Mohammad Sahyouni – Ward al-Salama (75. Kamel Hmeisheh), Mahmoud al-Baher, Mohammed Osman (76. Mohammad al-Hallak) Cheftrainer: Valeriu Tița ( Rumänien) | M’Backé N’Diaye – Harouna Abou Demba, Ablaye Sy, Mohamed Dellahi Yali – Moustapha Diaw, Bodda Mouhsine (85. Alassane Diop), Guessouma Fofana, Mouhamed Soueid (69. Adama Ba), Demba Traoré (85. Mohamedhen Beibou) – Mamadou Niass (59. Hemeya Tanjy), Idrissa Thiam Cheftrainer: Didier Gomes Da Rosa ( Frankreich) | Mauretanien |
| Syrien                                                                    | 1:1 al-Baher (52.) | 0:1 Soueid (50.) 1:2 Tanjy (90.+4') | Mauretanien |
| Syrien                                                                    | Mohammad (39.) | Niass (3.), Traoré (81.) | Mauretanien |
| 3. Spieltag                                                               | | |             |
| 6. Dezember 2021 um 18:00 Uhr (16:00 MEZ) in al-Wakra (al-Janoub Stadium) | | |             |
| Zuschauer: 8.539                                                          | | |             |
| Schiedsrichter: Wilton Sampaio ( Brasilien)                               | | |             |
| Spielbericht                                                              | | |             |

## Tunesien – Ver. Arab. Emirate 1:0 (1:0)
| Tunesien                                                               | Tunesien | Ver. Arab. Emirate | Ver. Arab. Emirate |
| ---------------------------------------------------------------------- | --- | --- | ------------------ |
| Tunesien                                                               | \| 3. Spieltag \| \| 6. Dezember 2021 um 18:00 Uhr (16:00 MEZ) in Doha (al-Thumama Stadium) \| \| Zuschauer: 14.272 \| \| Schiedsrichter: Daniel Siebert ( Deutschland) \| \| Spielbericht \|                                                                                            | \| 3. Spieltag \| \| 6. Dezember 2021 um 18:00 Uhr (16:00 MEZ) in Doha (al-Thumama Stadium) \| \| Zuschauer: 14.272 \| \| Schiedsrichter: Daniel Siebert ( Deutschland) \| \| Spielbericht \| | Ver. Arab. Emirate |
| Tunesien                                                               | Mouez Hassen – Mohamed Dräger, Bilel Ifa, Yassine Meriah, Mohamed Amine Ben Hamida – Ferjani Sassi, Ghailene Chaalali, Naïm Sliti, Hannibal Mejbri (82. Firas Ben Larbi), Youssef Msakni (90. Saad Bguir) – Seifeddine Jaziri (69. Fakhreddine Ben Youssef) Cheftrainer: Mondher Kebaier | Khalid Eisa – Bandar al-Ahbabi, Mohammed al-Attas, Walid Abbas (46. Mohanad Salem), Mahmoud Khamees – Ali Salmeen (85. Mohammed Jumaa), Abdullah Ramadan, Tahnoon al-Zaabi, Ali Saleh (84. Ismail Matar), Caio Canedo (74. Khalil Ibrahim) – Sebastián Tagliabué Cheftrainer: Bert van Marwijk ( Niederlande) | Ver. Arab. Emirate |
| Tunesien                                                               | 1:0 Jaziri (10.) | | Ver. Arab. Emirate |
| Tunesien                                                               | Ben Hamida (86.) | al-Zaabi (25.), Abbas (30.), Salem (48.) | Ver. Arab. Emirate |
| 3. Spieltag                                                            | | |                    |
| 6. Dezember 2021 um 18:00 Uhr (16:00 MEZ) in Doha (al-Thumama Stadium) | | |                    |
| Zuschauer: 14.272                                                      | | |                    |
| Schiedsrichter: Daniel Siebert ( Deutschland)                          | | |                    |
| Spielbericht                                                           | | |                    |